# Gisa
Gisa (Kurzform des Vornamens Gisela) ist ein weiblicher Vorname.
Bekannte Namensträgerinnen sind:
- Gisa[1] († um 672 auf Sizilien,[2] Tochter der Uta de Bavaria, Vater vermutlich  Grimoald, Herzog von Benevent 647 bis 662 und König der Langobarden 662 bis 671).
- Gisa Bauer (* 1970 in Zwickau), deutsche Theologin und Kirchenhistorikerin.
- Gisa Bührer-Lucke (* 1953), deutsche Journalistin und Buchautorin.
- Gisa Felsen (22. Dezember 1874 in Kleinzell–nach 1900), österreichische Theaterschauspielerin.
- Gisa Flake (* 10. Oktober 1985 in Braunschweig), deutsche Schauspielerin, Kabarettistin und Sängerin.
- Gisa Fleckenstein-Grün, Preisträgerin des Karl Heinz Beckurts-Preis der Karl Heinz Beckurts-Stiftung 1989.
- Gisa Graetz, Teilnehmerin an der Eiskunstlauf-Europameisterschaften 1939 im Paarlauf.
- Gisa Krasensky, Leiterin des Sommertheater Winterthur 1934.
- Gisa Klaunig (* 24. November 1992 in Preetz), deutsche Handballspielerin und -trainerin.
- Gisa Klönne (* 1964), Kriminalschriftstellerin und Journalistin.
- Gisa Kümmerling (* 1977 in Annaberg-Buchholz), deutsche Schauspielerin.
- Buba Gisa Majerowitz, Musiker.
- Gisa Marschefski, Generalsekretärin und Ehrenvorsitzende des  Internationalen Rombergparkkomitees.
- Gisa Marehn, auch: Gisa Diana Marehn, (* 1971 in Berlin), deutsche Übersetzerin.
- Gisa Pahl, auch Gisela Pahl, geb. als Gisela Degner, Pseudonym Gisela Sedelmaier (* 1957 in Stuttgart), Rechtsanwältin aus Hamburg.
- Gisa Pauly, (* 1947 in Gronau, Münsterland), deutsche Schriftstellerin und Drehbuchautorin.
- Gisa Wurm, auch Gisela Wurm, (* 8. Oktober 1885 in Winzendorf, Niederösterreich; † 10. August 1957 in Wien), österreichische Schauspielerin.
- Gisa Zach (* 23. Mai 1974 in Hannover), deutsche Schauspielerin.

Gisa steht für:
- Gisa (Rugerero), Zelle im Sektor Rugerero des Distrikts Rubavu in der Westprovinz von Ruanda